# Orthochromis
Orthochromis é um género de peixe da família Cichlidae.
Este género contém as seguintes espécies:
- Orthochromis kasuluensis
- Orthochromis luichensis
- Orthochromis malagaraziensis
- Orthochromis mazimeroensis
- Orthochromis mosoensis
- Orthochromis rubrolabialis
- Orthochromis rugufuensis
- Orthochromis uvinzae